# ヴァイニウス
ヴァイニウス（リトアニア語：Vainius, ? - 1333/34年頃）は、ポラツク公で、リトアニア大公ブトヴィーダスの三番目の息子でヴィテニスとゲディミナスの兄弟であるといわれる。
1324年にポラツク公として最初に言及され、1326年にはノヴゴロド共和国とリヴォニア騎士団との和平を締結するためにゲディミナス大公がノヴゴロドに派遣した施設にミンスク公ヴァシーリー、フョードル・スヴャストラフヴィチとともに加わっている。 それ以上の歴史上の事実に関しては言及されていない。1333年及び1334年におけるリヴォニア騎士団のポラツクに対する遠征という有名な事実を考慮に入れるならばヴァイニウスはこの時に戦死した可能性がある。1338年にはポラツク公の名は既にナリマンタスになっている。また、歴史上の資料ではヴァイニウスの息子であるリウバルタスは1342年のリヴォニア騎士団との戦いで戦死したと言及されている。